# Карон, Уно
Уно Карон — советский хозяйственный и государственный деятель, лауреат Государственной премии СССР за выдающиеся достижения в труде.

## Биография
Родился в 1929 году в Эстонии. Член КПСС.
В 1949—1991 — обжигальщик Азериского керамического завода Министерства промышленности строительных материалов Эстонской ССР.
За внедрение прогрессивных форм обслуживания оборудования на предприятиях промышленности строительных материалов и в строительстве был в составе коллектива удостоен Государственной премии СССР за выдающиеся достижения в труде 1978 года.
Жил в Эстонии.

## Награды
- Орден Ленина
- Орден Трудового Красного Знамени